# 한국토목섬유학회
 한국지반신소재학회는 토목섬유의 발전과 그 응용산업의 진흥을 통하여 국민의 복지향상에 기여할 목적으로 2003년 7월 31일 설립허가된 대한민국 미래창조과학부 소관의 사단법인이다. 사무실은 서울특별시 마포구 공덕동 404 풍림VIP텔 609호에 있다.